# Нарбут, Василий Александрович
Василий Александрович Нарбут (1846/1847—1917) — российский генерал-лейтенант, герой русско-турецкой войны 1877—1878 годов.

## Биография
Родился 28 декабря 1846 (9 января 1847) года в Перми, сын командира Пермского внутреннего гарнизонного батальона полковника Александра Андреевича Нарбута. Его братья: Михаил (1837—1917, генерал от инфантерии, член Военного совета), Александр (1840—1910, генерал-майор, интендант Виленского военного округа), Николай.
Начальное образование получил в Павловском кадетском корпусе, по окончании которого 23 августа 1863 года был принят в 1-е военное Павловское училище. Выпущен 7 августа 1865 года подпоручиком в 7-й гренадерский Самогитский полк . 20 марта 1867 года произведён в поручики, но 25 декабря переведён подпоручиком (со старшинством с 10 октября) в лейб-гвардии Литовский полк.
В лейб-гвардии Литовском полку Нарбут последовательно получил чины поручика (16 апреля 1872 года, штабс-капитана (30 августа 1875 года) и капитана (30 августа 1877 года).
С начала русско-турецкой войны 1877 года Нарбут вместе с полком находился на Балканском театре военных действий, командовал 2-м батальоном полка. В декабре совершил переход через Балканы, во время которого сильно простудился (Маркграфский 474). В начале января 1878 года участвовал во взятии Филиппополя и с отличием сражался под Карагачем, за что 27 февраля 1878 года ему был пожалован орден Св. Георгия 4-й степени:
В деле против турок у дер. Карагач, 4 января 1878 г., командуя 2 батальоном, лично вёл батальон в штыки и, бросившись на неприятельские батареи, опрокинул прикрытие и тем дал возможность овладеть орудиями.
Фактически орден был вручён Нарбуту ещё 29 января непосредственно самим главнокомандующим Дунайской армией великим князем Николаем Николаевичем Старшим .
13 апреля 1886 года Нарбут был произведён в полковники и 9 июня 1891 года назначен командиром 138-го пехотного Болховского полка. 31 октября 1899 года он получил чин генерал-майора и возглавил 2-ю бригаду 2-й пехотной дивизии. Однако этой бригадой он командовал недолго и уже 1 февраля следующего года был назначен командиром лейб-гвардии Кексгольмского полка. 9 июня 1903 года назначен командиром 1-й бригады 3-й гвардейской пехотной дивизии, 24 ноября 1904 года назначен временным командующим 29-й пехотной дивизии, 6 декабря 1906 года произведён в генерал-лейтенанты и утверждён в занимаемой должности.
11 ноября 1907 года вышел в отставку с мундиром и пенсией (С. В. Волков ошибочно сообщает, что Нарбут на службе находился до января 1908 года), скончался 14 мая 1917 года[по какому календарю?] в Санкт-Петербурге, похоронен на Смоленском лютеранском кладбище.
Был женат на Ольге Фёдоровне, дочери отставного генерал-майора Фёдора Густавовича фон Клугена, у них было 4 сыновей; один из них, Михаил, родился 10 июня 1891 года.

## Награды
Среди прочих наград Нарбут имел ордена:
- Орден Святого Георгия 4-й степени (27 февраля 1878 года)
- Орден Святого Станислава 2-й степени с мечами (1878 год)
- Орден Святой Анны 3-й степени с мечами и бантом (1878 год)
- Орден Святого Владимира 4-й степени с мечами и бантом (1878 год)
- Орден Святой Анны 2-й степени (1882 год)
- Орден Святого Владимира 3-й степени (1893 год)
- Орден Святого Станислава 1-й степени (1902 год)
- Орден Святой Анны 1-й степени (1905 год)